# Монкур, Авард
Авард Монкур (англ. Avard Moncur; род. 2 ноября 1978) — багамский легкоатлет, олимпийский медалист.

## Биография
Самый успешный год Монкура пришелся на 2001 год, когда он выиграл золотую медаль в беге на 400 м и эстафете 4×400 м на чемпионате мира 2001 года. Монкуру удалось еще раз выступить в индивидуальном финале крупного чемпионата, на чемпионате мира 2007 года, где он занял 8-е место.
Больший успех, однако, пришел уже к части багамской эстафетной команды. На чемпионате мира 2005 года он (вместе с Натаниэлем Маккинни, Андре Уильямсом и Крисом Брауном) завоевал серебряную медаль в эстафете 4 х 400 метров.
На чемпионате мира 2007 года Монкур (вместе с Уильямсом, Брауном и Майклом Матье) в третий раз завоевал серебро в эстафете 4 × 400 м за 2.59.18 с.
Личное лучшее время Монкура и национальный рекорд на дистанции 400 м-44,45 секунды, достигнутый в июле 2001 года в Мадриде. Однако Крис Браун сравнял национальный рекорд Монкура на чемпионате мира 2007 года.
В дополнение к тому, что в настоящее время Монкур тренирует на университетском уровне и проводит индивидуальные занятия для легкоатлетов в Атланте, штат Джорджия.